# Fiat 850 Spider
La FIAT 850 Spider est une petite voiture décapotable commercialisée par le constructeur italien FIAT Auto de 1965 à 1973.

## Histoire
Cette petite décapotable repose sur une idée originale du designer italien Bertone dont l'auteur est le très jeune dessinateur Giorgetto Giugiaro. La « 850 Spider » est présentée au Salon de l'automobile de Genève en mars 1965 et commercialisée l'été de la même année. Elle connaît immédiatement un succès retentissant en Italie comme dans tous les pays européens mais surtout aux États-Unis où elle a été exportée avec le surnom de « Little Ferrari ». Elle a également été construite en Espagne par la filiale locale de FIAT, SEAT.
Pour répondre aux exigences des normes américaines, une version spécifique baptisée FIAT 850 Spider America, avec des répétiteurs de clignotants énormes ajoutés.
La première version de la « 850 Spider » est produite directement dans les ateliers du carrossier Bertone. Certains critiques de l'époque ont reproché à Bertone d'avoir repris, pour la face avant avec les phares inclinés, le dessin qu'il avait créé pour le prototype de la « Chevrolet Corvair Bertone Testudo », réalisé par le carrossier implanté à Grugliasco près de Turin en 1963.

## Les différentes versions

### FIAT 850 Spider1resérie 1965-67
Après avoir réussi à imposer son style pour la version spider avec une ligne filante qui n'avait strictement plus rien de commun avec la berline ou le futur Coupé de la nouvelle FIAT 850 que la direction du constructeur italien voulait réaliser en interne, pour respecter le cahier des charges très strict imposé par FIAT et limiter les coûts, Nuccio Bertone utilisa toute la base mécanique de la 850 berline sauf le moteur dont la puissance a été portée à 49 ch DIN à 6 200 tr/min ce qui lui permet d'atteindre une vitesse de 145 km/h. Par rapport à la berline, elle dispose de puissants freins à disque à l'avant.
Les phares suivent la ligne très inclinée de la carrosserie, sans fioritures selon les critères du maître carrossier : « une carrosserie doit être simple sans rajouts inutiles ». Ces phares seront repris sur les deux prototypes de la Ferrari 275 GTB4 Daytona et surtout, couchés vers l'arrière, sur la Lamborghini Miura. L'arrière tronqué, selon la grande mode italienne de l'époque, est particulièrement réussi avec les feux intégrés dans une moulure qui prend toute la largeur de la voiture. Ces feux arrière seront repris sur la De Tomaso Mangusta ainsi que les premières Lamborghini Miura.
L'aménagement intérieur réserve la place pour deux adultes. Le coffre à bagages, relativement exigu (mais a-t-on besoin de gros bagages quand on circule les cheveux au vent ?), est placé à l'avant. Il offre 115 dm3 sous le capot avant et 100 dm3 derrière les sièges, sous le compartiment de la capote en toile, soit 215 dm3 au total. Ce dernier compartiment à bagages ne comporte pas de banquette arrière mais son ouverture vers l'arrière rappelle les spiders d'entre-deux-guerres, d'où ce modèle FIAT tire donc son nom.
Le tableau de bord est particulièrement complet par rapport aux modèles concurrents. Il comprend : tachymètre, compte-tours, thermomètre d'eau, jauge carburant avec témoin lumineux de réserve, indicateur de la pression d'huile, compteur kilométrique total et quotidien, rhéostat d'éclairage du tableau de bord, essuie-glaces à deux vitesses.
Pour encore mieux satisfaire la clientèle, Bertone proposait un accessoire très intéressant pour ceux qui n'aimaient pas la ligne de la 850 Coupé, le hard top rigide pour remplacer la capote en toile pendant l'hiver. En effet, la capote pouvait être désolidarisée de la carrosserie.

#### Caractéristiques techniques
- FIAT 850 Spider 1re série (1967)
  - Moteur : 4 cylindres en ligne, placé longitudinalement à l'arrière, 843 cm3 (alésage × course : 65 × 63,5 mm), 2 soupapes par cylindre, puissance maxi : 49 ch DIN à 6 200 tr/min, couple maxi : 59 N m à 4 200 tr/min,
  - Embrayage : monodisque à sec, boîte de vitesses : 4 rapports + MA, propulsion arrière,
  - Carrosserie : caisse acier monocoque autoporteuse,
  - Suspensions : roues indépendantes avant et arrière, bras transversaux oscillants, ressorts hélicoïdaux, barres stabilisatrices transversales, amortisseurs hydrauliques télescopiques
  - Freins : à disques sur les roues avant et à tambour sur les roues arrière, commande hydraulique, servofrein à dépression et limiteur de freinage sur le train arrière. Frein à main agissant sur les roues arrière.
  - Pneumatiques : 5,20 × 13"
  - Poids à vide : 725 kg
  - Réservoir : 30 litres
  - Accélération : 17,7 s de 0 à 100 km/h
  - Vitesse maxi : 145 km/h
  - Consommation moyenne : 7,2 litres/100 km

Données recueillies sur la revue italienne "Ruoteclassiche", Mai 2008, Editoriale Domus, Milan

### Bertone 850 Spider CL (1965-68)
Ce modèle a été commercialisé sous la marque Bertone, en accord avec le géant FIAT, entre 1965 et 1968. CL est l'acronyme de "Convertibile Lusso".
Pour ne pas entrer en concurrence directe avec la FIAT 850 Spider, la version CL proposait un niveau de finition supérieur avec des matériaux de qualité supérieure et une gamme de teintes de carrosserie quasi infinie.
Les modifications de la carrosserie sont assez mineures comme les passages de roues cerclés d'un jonc chromé, la bande chromée entre les feux arrière est supprimée et la carrosserie peinte met en valeur le gros logo avec les initiales CL.
Cette version n'a pas connu le succès escompté, elle n'a été produite qu'à 1 474 exemplaires.

### FIAT 850 Sport Spider2esérie(1968-73)

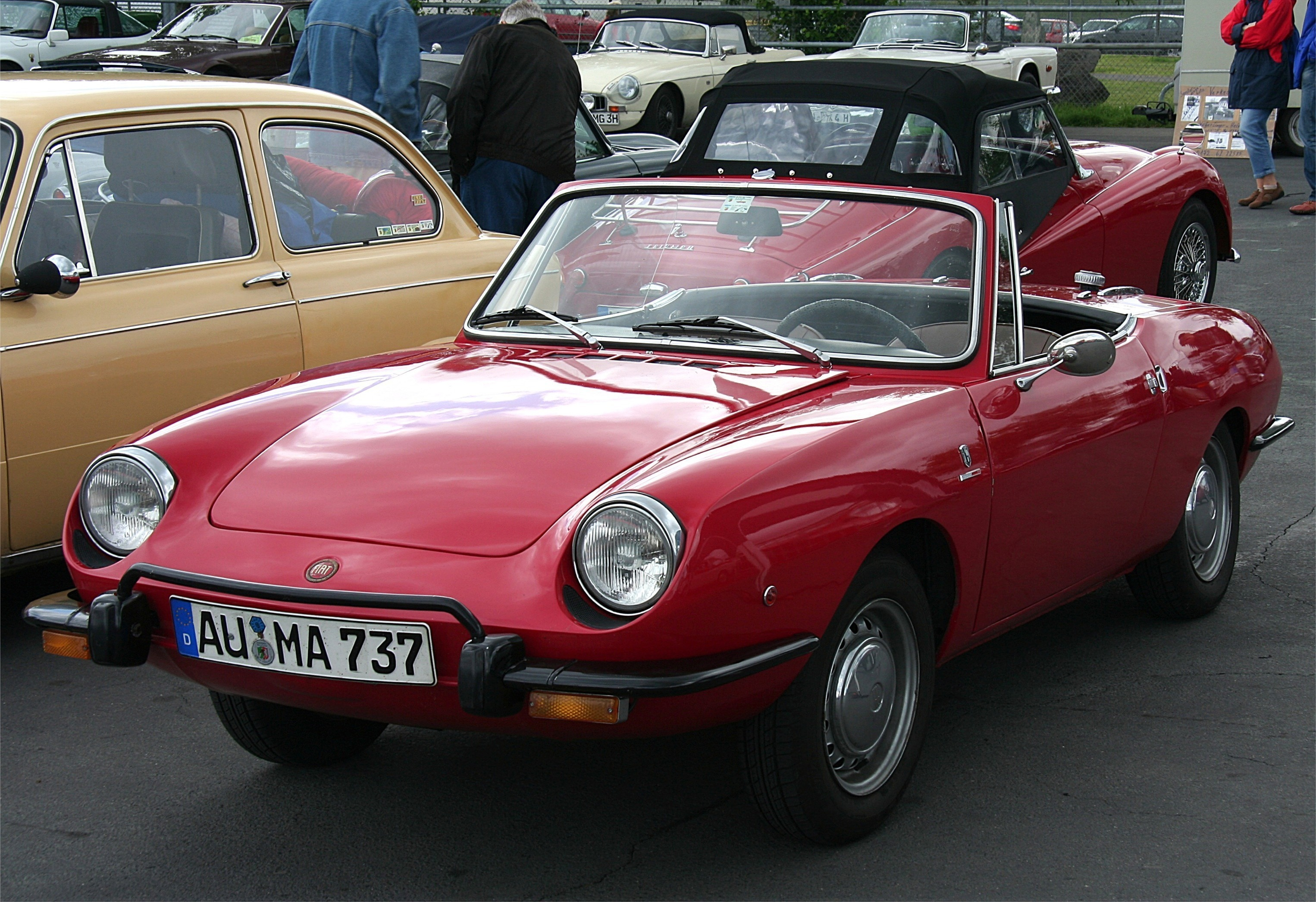
FIAT 850 Sport Spider 2e série.

Alors que la FIAT 850 Spider 1re série se vend particulièrement bien aux Etats-Unis, la règlementation américaine évolue et impose de nouvelles contraintes aux constructeurs. Pour y satisfaire, Bertone est obligé de modifier plusieurs éléments extérieurs ce qui va provoquer le lancement anticipé de la seconde série du modèle qui sera nommée 850 Sport Spider.
Pour respecter les exigences américaines applicables pour toutes les véhicules immatriculés à partir du 1er janvier 1968, la voiture se voit dotée de phares verticaux. Afin de ne pas dénaturer la ligne générale et ne pas devoir intervenir sur l'emboutissage des éléments de carrosserie, Bertone encastre de nouveaux projecteurs de plus petite taille et ajoute une mini grille pour raccorder le tout à la forme de l'aile.
Les feux de position et les clignotants sont maintenant situés sous le pare-chocs avant. Les pare-chocs avant et arrière restent inchangés dans leur forme mais reçoivent deux tampons (bananes) chromés revêtus de caoutchouc.
FIAT en profite pour apporter quelques modifications à la mécanique des modèles destinés aux marchés européens avec le remplacement de l'ancien moteur de 843 cm3 par le tout nouveau moteur de la 127 de 903 cm3 qui développe, dans cette version plus sportive, 52 ch DIN. Ce moteur va équiper pendant de très nombreuses années plusieurs modèles du géant de Turin jusqu'en 1990. C'est un des meilleurs moteurs FIAT de cette cylindrée. Un alternateur remplace l'ancienne dynamo. La vitesse maximale dépasse les 150 km/h.

### FIAT 850 Sport Spider USA (1968-73)

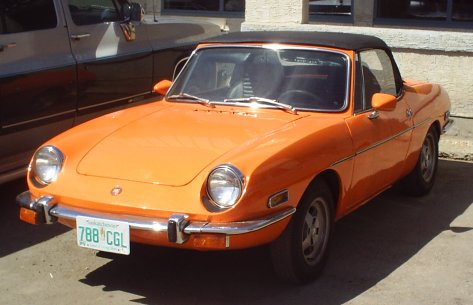
FIAT 850 Sport Spider USA 1re version

Dès le milieu de l'année 1967, alors que la chaîne de fabrication de la FIAT 850 Spider installée par Bertone dans son usine de Grugliasco n'avait encore pas atteint son plein régime, pour tenter de trouver de nouveaux marchés, Nuccio Bertone persuade la direction de FIAT d'exporter ce modèle aux États-Unis, pas uniquement, comme cela avait été fait précédemment, à travers le réseau FIAT USA mais en y associant le réseau de "Roosevelt Motors", dirigé par Franklin Delano Roosevelt Jr., le fils de l'ancien président, qui a distribué en parallèle la voiture et assuré l'après-vente.
La première série avait été adaptée aux normes américaines et notamment, pour éviter la surtaxe et respecter les normes draconiennes anti-pollution imposées aux moteurs de plus de 819 cm3, la cylindrée du moteur était passée de 843 à 817 cm3.

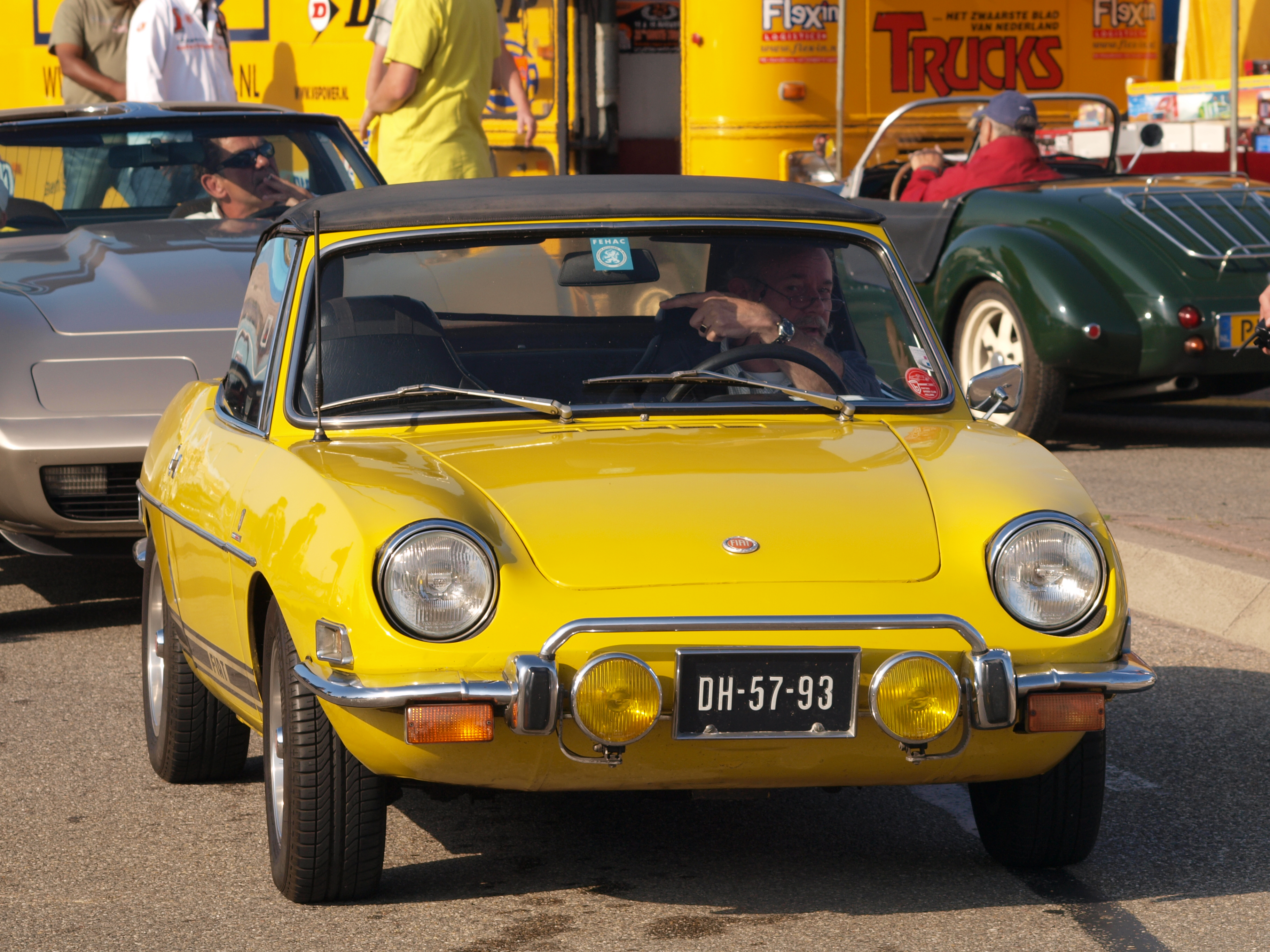
FIAT 850 Sport Spider USA 2e version

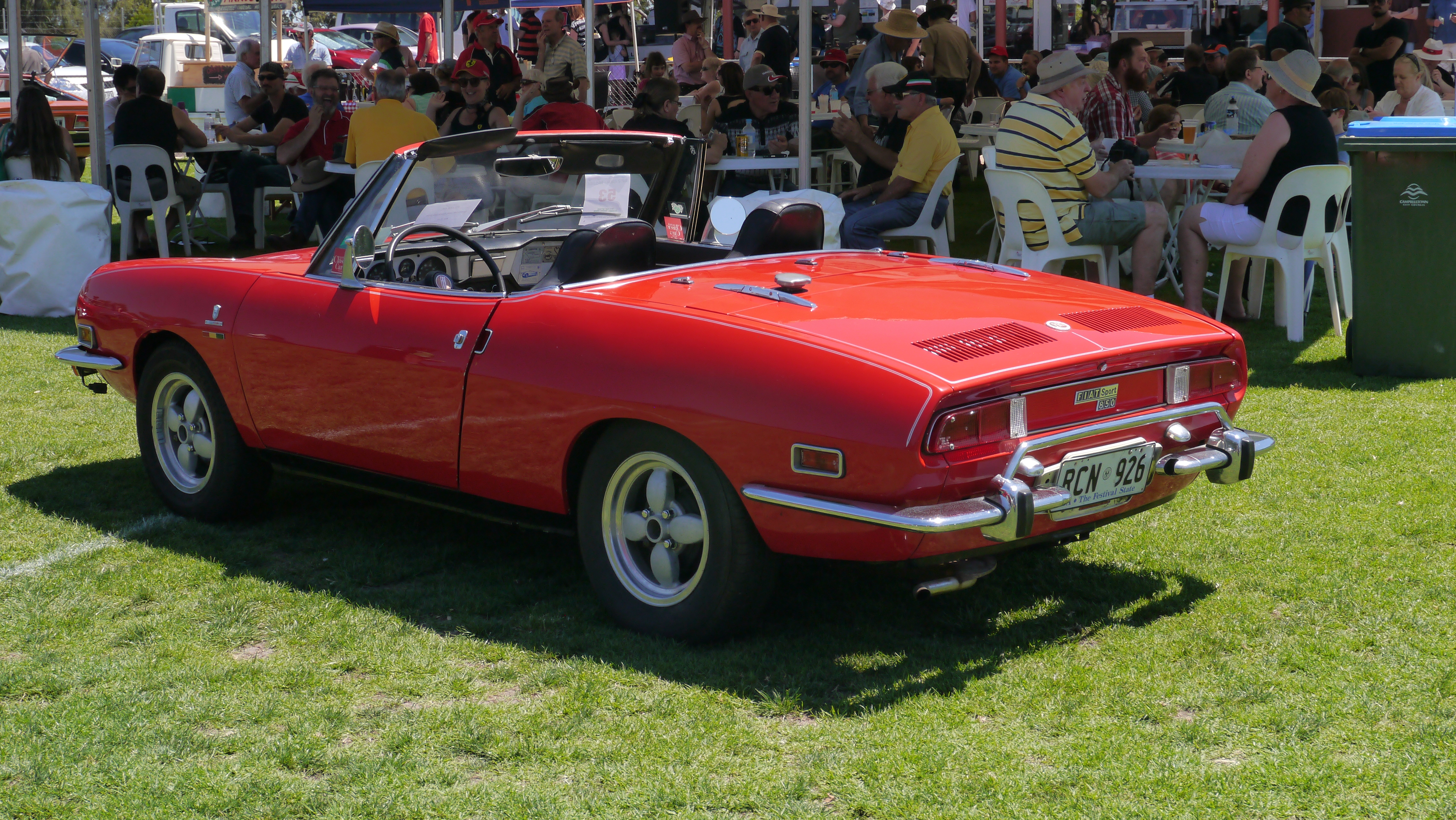
FIAT 850 Sport Spider USA vue arrière 2e version

Avec l'imposition des nouvelles règles de sécurité à partir de 1968 aux États-Unis, le modèle a été adapté, ce qui a donné lieu à la seconde série, tout en conservant toutefois sa spécificité au niveau mécanique.
Les phares avant ne pouvant plus être intégrés à la carrosserie très inclinée, sont maintenant verticaux (sealed beam) sur tous les modèles immatriculés après le 1er janvier 1968. De plus, il faut ajouter de chaque côté aux extrémités avant et arrière de gros feux rectangulaires d'encombrement latéral, encastrés dans la tôle et cerclés de chrome. Les feux arrière doivent avoir une taille plus importante que ceux homologués en Italie et doivent intégrer les feux de recul.
(NDR : les feux de recul étaient interdits en France à la même époque ! par mesure de sécurité disait la sécurité routière française !, mais en fait parce qu'aucun équipementier français ne savait les raccorder à la boîte de vitesses !!. Au poste frontière de Modane, en Savoie, les douaniers cassaient les feux arrières des Alfa Romeo Giulia, dotées de feux arrière intégrant les feux de recul en série, pour s'assurer qu'ils n'y avait pas d'ampoule !. La douane fera exactement pareil quelques années plus tard (1966-78) avec les Volvo 144 dotées de warnings, interdits en France mais qui deviendront obligatoires à partir du 29 juin 1979, directive européenne oblige !.)
Les premiers modèles exportés ressemblent aux modèles européens de la seconde série, aux feux d'encombrement près, mais très vite, les plaques d'immatriculation américaines changent de dimensions et le constructeur doit couper le pare-chocs pour y insérer les nouvelles plaques. Il ajoute un tube chromé qui relie les deux tampons (bananes) des pare-chocs avant et arrière.
L'équipement intérieur est également rendu conforme aux normes US avec des sièges avec appuie-têtes intégrés et des ceintures de sécurité à enrouleur. Le revêtement en bois naturel du tableau de bord est remplacé par de l'aluminium brossé avec, bien en évidence, le témoin de défaillance de freinage et le bouton des feux de détresse.
Les indications du compteur de vitesse et des distances partielles et totales sont en miles et en kilomètres, la poignée de maintien du passager est supprimée.

### Bertone 850 Racer (1968-71)

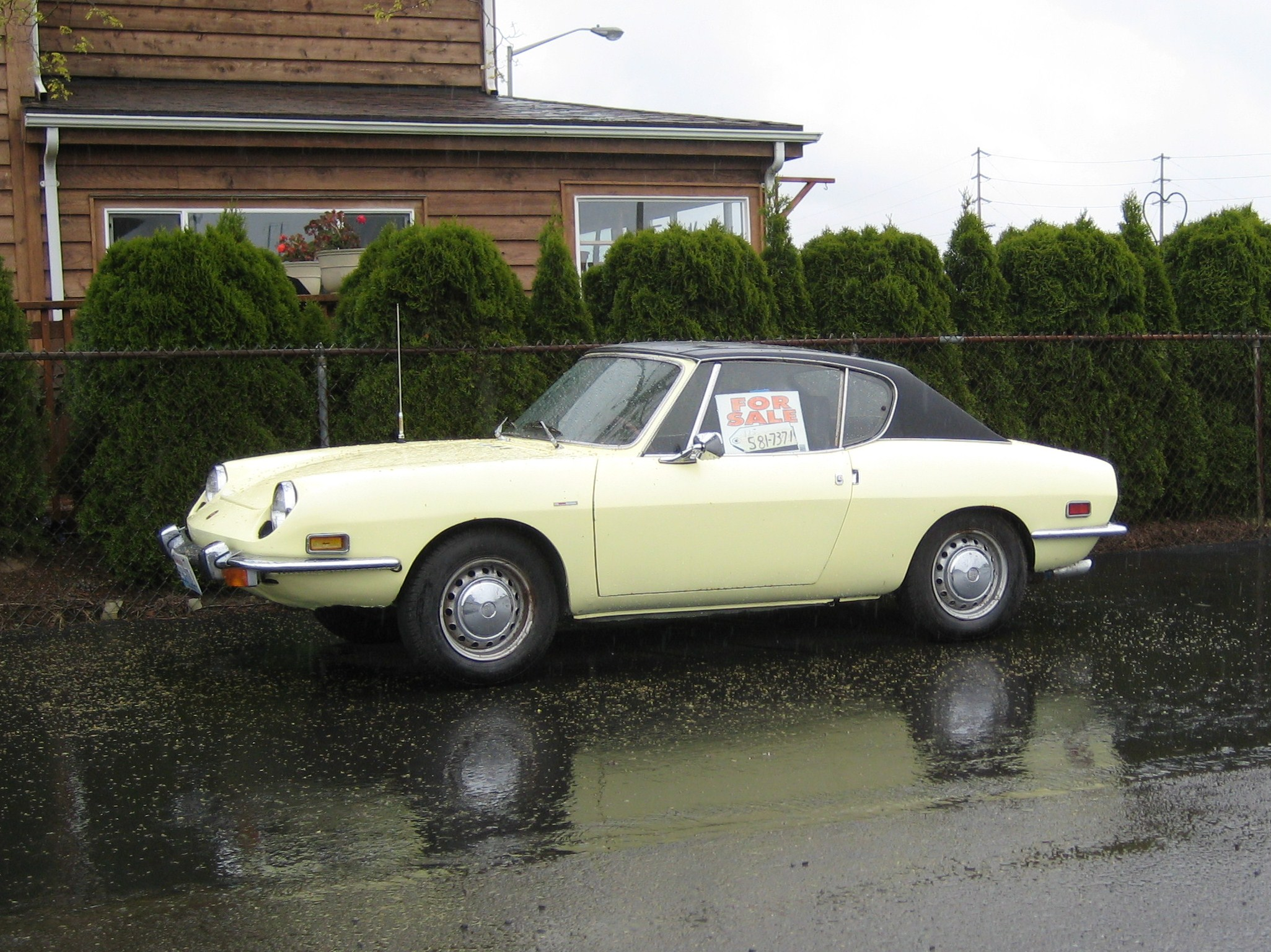
Bertone 850 Racer USA

Avec l'apparition de la seconde série 850 Spider, Bertone a conservé la possibilité de diffuser le modèle sous sa marque. Il reprend donc le concept de la "CL" avec la Racer.
La Bertone 850 Racer est un coupé dérivé de la FIAT 850 Sport Spider, muni d'un toit rigide permanent en acier. Ce toit est boulonné à la carrosserie et recouvert de vinyle noir. L'auto est mécaniquement identique à la 850 Sport Spider, mais quelques détails de finition diffèrent comme la finition du tableau de bord en vinyle noir plutôt qu'en bois. Ce modèle n'a pas connu de succès et n'a été présent au catalogue qu'en 1970 et 1971. Ce modèle Berlinetta Racer Bertone n'a jamais été commercialisé par le réseau FIAT en France mais par un importateur : G A M (Garage Automobile Monégasque) à Monaco. ndr : en 1969 elle était produite car la mienne fut immatriculée le 17.06.1969. Ce qui explique sa très faible diffusion en France.
Au total, Bertone a produit 3 641 Racer et 763 Racer Team entre 1968 et 1971.

### Abarth OT 1000

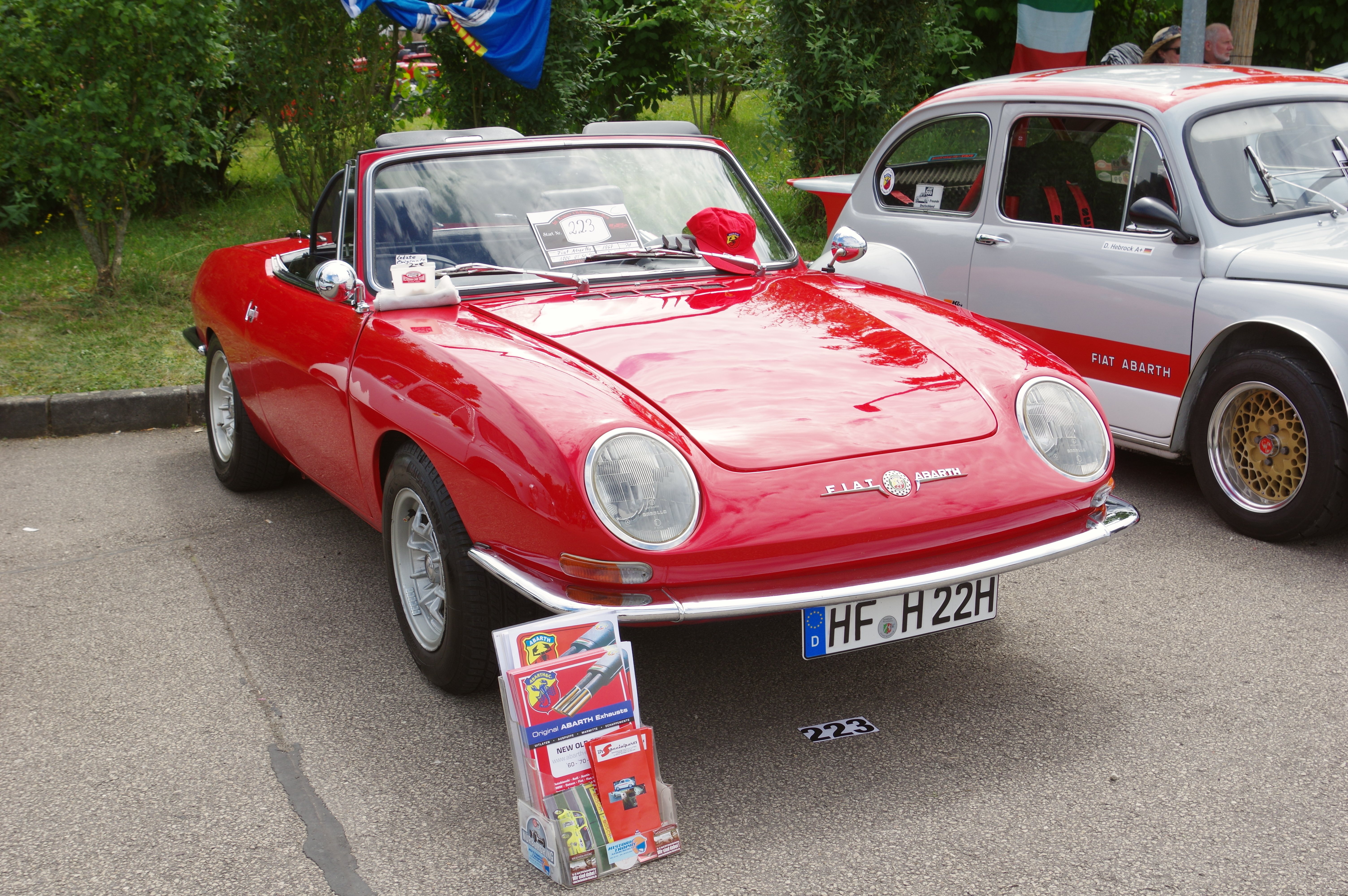
FIAT Abarth OT 1000 (version route)

Le magicien Carlo Abarth s'est aussi intéressé au petit spider FIAT-Bertone et en a créé un dérivé, l'Abarth OT 1000. La voiture a été présentée au Salon de l'automobile de Francfort en septembre 1965 où 2 exemplaires Coupé et un Spider ont été exposés, baptisés Coupé OT 1000 et Spider OT 1000.
Abarth a également produit une version "OTR" équipée d'une mécanique très sophistiquée en un nombre très limité d'exemplaires. Pour satisfaire aux critères d'homologation des voitures de course, Abarth a produit 200 exemplaires d'"OTS Coupé" et un nombre un peu inférieur de "OTSS".
Le moteur type FB 1000-202B, dérivé de celui de la FIAT 850 de base (type 100GS), avait une cylindrée portée à 982 cm3. Utilisées en compétition, les moteurs des modèles OTS & OTSS ont reçu des évolutions qui ont permis de développer jusqu'à 103 ch en 1970, dernière année de leur participation en course de voitures avec un moteur de moins d'un litre,,.
Il est aujourd'hui quasiment impossible de trouver un de ces modèles, ils ont tous été revendus à des pilotes amateurs américains pour participer aux courses libres outre-Atlantique.

## La SEAT 850 Sport

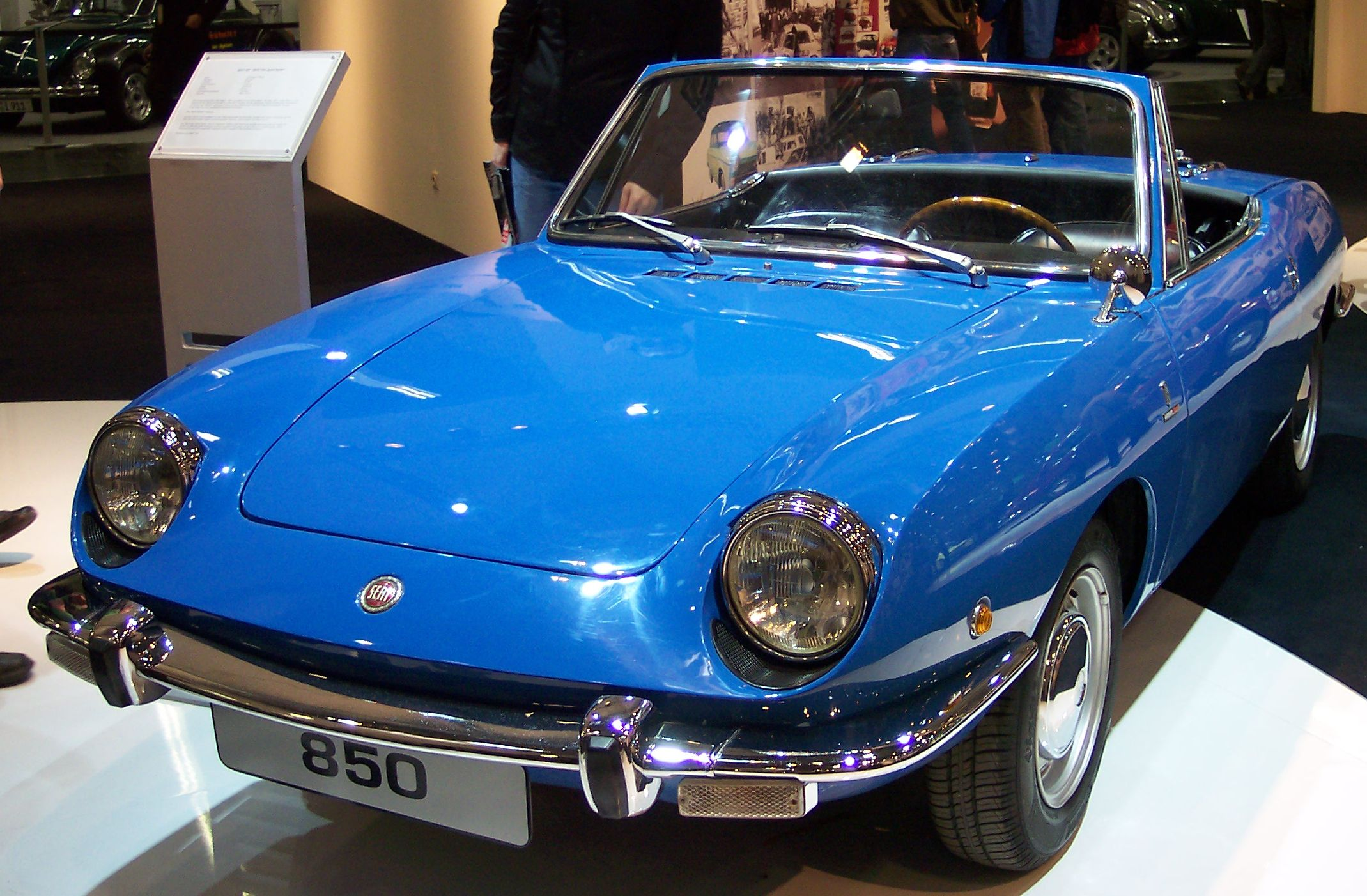
SEAT 850 Sport

La SEAT 850 Sport est un véhicule strictement identique au modèle original FIAT italien 2e série. Il a été lancé en Espagne en 1970 et assemblé avec des carrosseries livrées par Bertone jusqu'en 1972.

## Production
Les modèles FIAT 850 Spider 1re et 2e génération et SEAT 850 Sport (1969-70) ont été produits dans l'usine Bertone de Grugliasco, près de Turin ainsi que les carrosseries des modèles SEAT 850 Sport 2e période (1970/71) et FIAT-Abarth 1000 OT, livrées brutes à SEAT en Espagne et à Abarth à Turin.
| Modèles                      | Destination       | Années               | Quantité      | Total   |
| ---------------------------- | ----------------- | -------------------- | ------------- | ------- |
| Prototypes 1re série         | Europe            | 1964 1965            | 2 9           | 11      |
| Prototypes 2e série          | Europe USA        | 1967                 | 1             | 2       |
| 850 Spider                   | Pré-série         | 1965                 | 25            | 25      |
| FIAT 850 Spider              | Europe USA        | 5-1965 / 5-1973      | 37 625 87 360 | 124 985 |
| Bertone 850 CL               | Italie Europe     | 1965-68              | 933 541       | 1 474   |
| Bertone 850 Racer Berlinetta | Prototypes        | 1967                 | 2             | 2       |
| Bertone 850 Racer Berlinetta | Italie Europe USA | 1968-69 1969 1969-70 | 269 482 2 890 | 3 641   |
| Bertone 850 Racer Team       | Italie USA        | 1968-71              | 529 234       | 763     |
| FIAT/SEAT 850 Spider         | Espagne           | 1969-70              | 919           | 1 732   |
| FIAT/SEAT 850 Sport          | Espagne           | 1970-71              | 813           | 1 732   |
| TOTAL                        | TOTAL             | 1965-1973            | 132 635       | 132 635 |

## Les rapports FIAT - Bertone
Tout n'a pas été facile durant les 40 ans de collaboration entre le géant turinois et ses prestataires extérieurs, comme la Carrozzeria Bertone.
Nuccio Bertone était très impliqué dans le projet de la 850 Spider auquel il croyait beaucoup, peut-être plus que la direction de FIAT elle-même. Il avait également beaucoup investi pour construire un atelier spécifique et y installer une ligne de montage destinée à la production de la voiture sur son site industriel de Grugliasco, aux portes sud de Turin. La direction de FIAT avait accepté de commercialiser le modèle dans son réseau mais ayant considéré que c'était un modèle de niche, elle ne s'engagea pas sur une quantité à produire étalée dans le temps mais décida de confirmer à Bertone des lots de production selon l'importance des commandes des clients. Cette décision fut une véritable douche froide. Nuccio Bertone qui avait des contacts fréquents avec Gianni Agnelli, le patron du groupe FIAT, obtint en échange de pouvoir commercialiser le modèle également sous sa marque.
C'est ainsi que les versions CL et Racer virent le jour sous la marque Bertone.